# محمد خلیلی (بازیکن فوتبال)
محمد خلیلی  (زاده ۳۰ مهر ۱۳۷۱) بازیکن فوتبال اهل ایران است که در پست دفاع چپ توپ می‌زند.

وی فوتبال خود را از تیم‌های پایه استقلال تهران شروع کرد ولی برای گذراندن خدمت سربازی به تیم عقاب منتقل شد و در سال ۱۳۹۳ به استقلال بازگشت.
این بازیکن تبحر ویژه‌ای در زدن ضربات کاشته دارد.